# 克利米夫卡 (卡爾利夫卡區)
49°19′16″N 35°7′41″E / 49.32111°N 35.12806°E
克利米夫卡（烏克蘭語：Климівка）是位於烏克蘭中部波爾塔瓦州裏波爾塔瓦區的村莊，處於奧爾奇克河畔，距離費多里夫卡3公里，海拔高度88米，2001年人口1,337。